# Asz-Szajch Timaj
Asz-Szajch Timaj – miejscowość w Egipcie, w muhafazie Al-Minja, w dystrykcie Abu Kurkas. W 2006 roku liczyła 10 799 mieszkańców.